# Love Buzz
Love Buzz je skladba nizozemské kapely Shocking Blue, která se poprvé objevila na albu At home v roce 1969. V roce 1988 tuto skladbu přezpívala grungeová skupina Nirvana a dokonce vydala stejnojmenný singl, který byl vůbec prvním singlem kapely. Píseň se dále objevila na debutovém studiovém albu Bleach.
Sample pocházející z původní nahrávky Shocking Blue se rovněž objevil ve skladbě Phoenix skupiny The Prodigy na albu Always Outnumbered, Never Outgunned.